# Platja de Cap de Bol
La platja de Cap de Bol és una platja del municipi del Port de la Selva (Alt Empordà), situada en una zona urbanitzada, entre la platja d'en Robert, al nord, i la platja de Vaquers, al sud, al costat de l'illa de Cap de Bol. Té una longitud de 26 m i una amplada mitjana de 7 m, formada per graves i còdols. S'hi accedeix des del camí de ronda.
Davant de la platja, a 25 m de fondària, hi ha les restes del vaixell Cap de Vol, una embarcació romana, construïda amb la tècnica íbera, de 15 m d'eslora, que va naufragar al segle I, carregat amb 400 àmfores de vi, probablement procedent de Baetulo (actual Badalona) i amb destinació a Narbona.